# Micraeschus prolectus
Micraeschus prolectus là một loài bướm đêm trong họ Noctuidae.